# Governo Peterle
Alojz Peterle è stato Primo Ministro della Slovenia dal 16 maggio 1990 al 14 maggio 1992. Al momento della sua nomina la Slovenia era ancora una repubblica federata della Jugoslavia: l'indipendenza venne infatti dichiarata il 25 giugno 1991. Il Governo Peterle comprende il Primo ministro, 3 vicepresidenti e 23 membri del consiglio esecutivo (presidenti di commissione e segretari); una legge del 28 giugno 1991 sostituisce la carica di membro del consiglio con quella di ministro.
- Composizione
  - Coalizione DEMOS
    - Unione Democratica Slovena (SDZ)
    - Partito Socialdemocratico Sloveno (SDSS)
    - Democratici Cristiani Sloveni (SKD)
    - Lega Agricola Slovena (SKZ)
    - Verdi di Slovenia (ZS)
    - Partito Liberale (LS)

## Primo ministro
- Alojz Peterle (SKD)

## Vicepresidenti
- Matija Malešič (indipendente), responsabile per le attività sociali
- Jože Mencinger (SDSS), responsabile per gli affari economici, fino all'8 maggio 1991
- Andrej Ocvirk (indipendente), responsabile per gli affari economici, dall'8 maggio 1991
- Leopold Šešerko (ZS), responsabile per la protezione ambientale e lo sviluppo regionale

## Membri dei Consiglio

### Mercato e Affari Economici Generali
- Maks Bastl (SKZ), presidente di commissione,  fino al 12 febbraio 1992

### Commercio
- Jožef Jeraj, ministro, dal 12 febbraio 1992

### Affari Interni
- Igor Bavčar (SDZ), segretario

### Salute e Sicurezza Sociale
- Katja Boh (SDSS), presidente di commissione, fino al 15 gennaio 1992
- Božidar Voljč, ministro, dal 15 gennaio 1992

### Piccolo Commercio
- Viktor Brezar, presidente di commissione (LS)

### Cultura
- Andrej Capuder (SKD), presidente di commissione

### Sloveni all'Estero e Minoranze Italiana e Ungherese
- Janez Dular (indipendente), membro del consiglio

### Veterani di Guerra e Disabili
- Franc Godeša (SDP), presidente di commissione

### Legislazione
- Alojz Janko (indipendente), presidente di commissione

### Difesa Nazionale
- Janez Janša (SDZ), segretario

### Protezione Ambientale e Pianificazione Territoriale
- Miha Jazbinšek (ZS), presidente di commissione

### Informazione
- Stane Stanič (LS), presidente di commissione, fino al 24 aprile 1991
- Jelko Kacin (indipendente), segretario, dal 24 aprile 1991

### Trasporti e Comunicazioni
- Marjan Krajnc (SKD), presidente di commissione

### Finanze
- Marko Kranjec (indipendente), segretario,  fino all'8 maggio 1991
- Dušan Šešok (SKD), segretario, dal 9 maggio 1991

### Agricoltura, Politiche Forestali e Alimentazione
- Jožef Jakob Osterc (SKZ), presidente di commissione

### Turismo e Approvvigionamento
- Ingo Paš (LS), presidente di commissione

### Giustizia e Amministrazione
- Rajko Pirnat (SDZ), segretario

### Lavoro
- Jožefa Puhar (ZLSD), presidente di commissione

### Industria e Costruzione
- Izidor Rejc (SKD), presidente di commissione

### Cooperazione Internazionale
- Dimitrij Rupel (SDZ), presidente di commissione

### Ricerca e Tecnologia
- Peter Tancig (ZS), presidente di commissione

### Rifornimento Energetico
- Miha Tomšič (SDP), presidente di commissione

### Pianificazione Sociale
- Igor Umek (indipendente), presidente di commissione

### Istruzione e Sport
- Peter Ferdinand Vencelj (SKD), presidente di commissione